# Al Sadd SC
Câu lạc bộ thể thao Al-Sadd (tiếng Ả Rập: نادي السد الرياضي) là câu lạc bộ thể thao tại quận Al Sadd của Doha. Câu lạc bộ nổi tiếng nhất với đội bóng đá, thuộc hàng mạnh nhất của giải Giải vô địch quốc gia Qatar. Tại Qatar, đội bóng có biệt danh "Al Zaeem", dịch ra có nghĩa là "Ông chủ (The Boss)". Ngoài bóng đá, câu lạc bộ còn có đội bóng ném, bóng rổ, bóng chuyền, bóng bàn và điền kinh. Đây là đội bóng thành công nhất tại Qatar, giữ kỷ lục quốc gia với 53 chức vô địch bóng đá chính thức.
Bắt đầu từ 4 sinh viên Qatar chơi bóng xuất sắc, nhưng không muốn gia nhập câu lạc bộ nào. Sau khi tham khảo ý kiến của Bộ trưởng Thanh niên và Thể thao, nhóm này, do Abdulla bin Ahmed bin Mubarak Al Ali và Ali bin Mohammad bin Ali bin Sultan Al Ali lãnh đạo, đã thành lập câu lạc bộ vào ngày 21 tháng 10 năm 1969 tại thành phố thủ đô của Qatar.
Tại giải vô địch các câu lạc bộ châu Á 1988–89, họ trở thành câu lạc bộ Ả Rập đầu tiên vô địch giải sau khi đánh bại đội Al Rasheed của Iraq. Hai mươi năm sau, họ vô địch AFC Champions League 2011 và giành quyền tham dự giải vô địch bóng đá thế giới các câu lạc bộ 2011, và xếp hạng 3 tại giải.

## Sân vận động và cơ sở vật chất
Sân nhà của Al Sadd là sân vận động Jassim Bin Hamad (còn được gọi là sân vận động Al Sadd) vô cùng hiện đại, sức chứa 18.000 chỗ ngồi, bao gồm khán đài VIP. Sân được xây dựng năm 1974, cải tạo lại năm 2004 cho Cúp bóng đá vịnh Ả Rập. Tọa lạc gần trung tâm Doha, đây là địa điểm thu hút rất nhiều khán giả. Đây cũng thường được chọn là sân nhà của Đội tuyển bóng đá quốc gia Qatar.
Jassim Bin Hamad là một sân rất khác biệt ở Trung Đông nhờ những tính năng độc nhất, chẳng hạn như hệ thống làm mát.

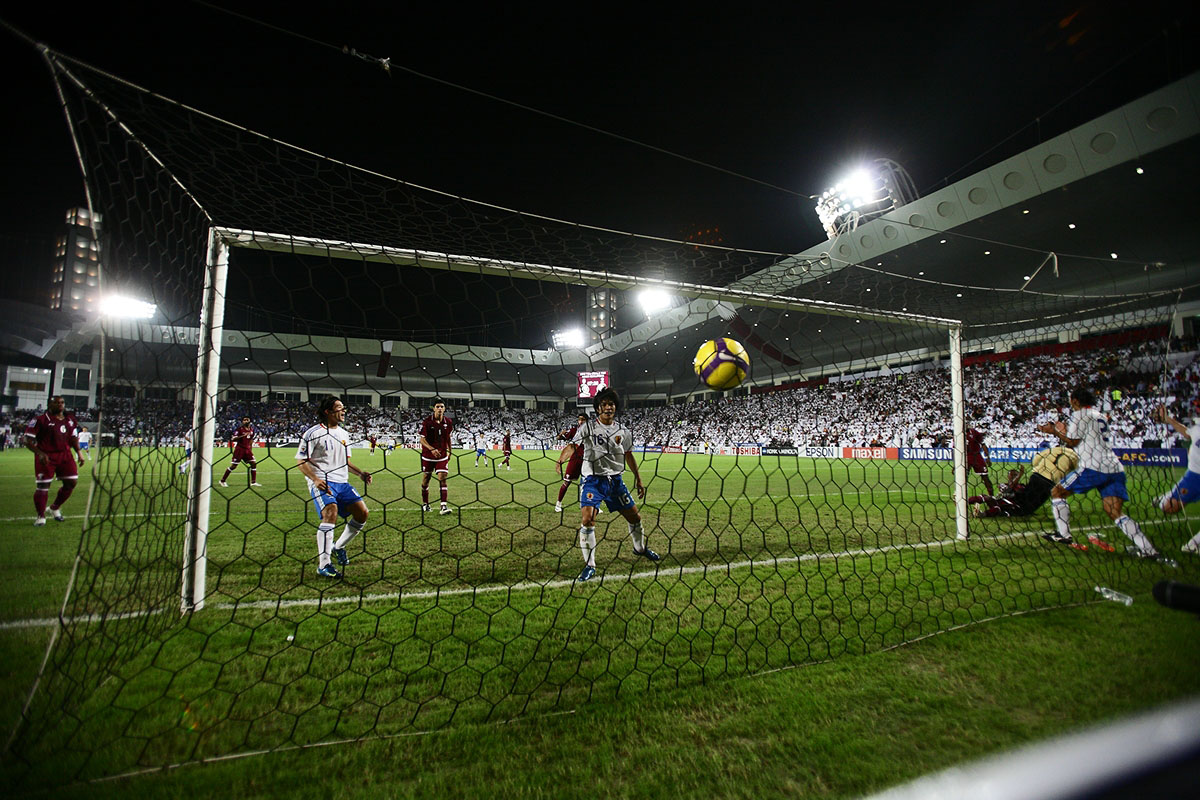
Sân vận động Jassim Bin Hamad

| Sân vận động                  | Giai đoạn     |
| ----------------------------- | ------------- |
| Sân vận động Tariq bin Zayed  | 1969–1975     |
| Sân vận động Jassim Bin Hamad | 1975–Hiện tại |

## Trang phục và tài trợ
| Giai đoạn | Trang phục | Tài trợ áo đấu |
| --------- | ---------- | -------------- |
| ?–2016    | Burrda     | Vodafone       |
| 2017–nay  | Puma       | Qatar Airways  |

## Cầu thủ
Tính đến 4 tháng 5 năm 2023.
| Số áo | Vị trí | Tên cầu thủ                   | Quốc gia    |
| ----- | ------ | ----------------------------- | ----------- |
| 1     | TM     | Saad Al-Sheeb                 | Qatar       |
| 2     | HV     | Ró-Ró                         | Qatar       |
| 4     | TV     | Ahmed Sayyar                  | Qatar       |
| 5     | TV     | Jung Woo-young                | Hàn Quốc    |
| 6     | HV     | Tarek Salman                  | Qatar       |
| 7     | TV     | Mohammed Waad                 | Qatar       |
| 8     | TV     | Ali Assadalla                 | Qatar       |
| 10    | TV     | Hassan Al-Haydos (đội trưởng) | Qatar       |
| 11    | TĐ     | Baghdad Bounedjah             | Algérie     |
| 12    | TV     | Rodrigo Tabata                | Qatar       |
| 13    | TV     | Abdullah Al-Yazidi            | Qatar       |
| 16    | HV     | Boualem Khoukhi               | Qatar       |
| 17    | TĐ     | Ayoub El Kaabi                | Maroc       |
| 18    | TV     | Guilherme                     | Brasil      |
| 19    | TV     | Santi Cazorla                 | Tây Ban Nha |
| 21    | HV     | Abdelrahman Rashid            | Qatar       |
| 22    | TM     | Meshaal Barsham               | Qatar       |
| 23    | TV     | Hashim Ali                    | Qatar       |
| 25    | TV     | Mohammed Al-Quraishi          | Qatar       |
| 27    | HV     | Bahaa Ellethy                 | Qatar       |
| 28    | TĐ     | Ahmad Al-Saeed                | Qatar       |
| 30    | TM     | Jehad Hudib                   | Qatar       |
| 33    | TV     | Moaz El-Wadia                 | Qatar       |
| 44    | TV     | Mahdi Salem                   | Qatar       |
| 63    | TĐ     | Akram Afif                    | Qatar       |
| 66    | HV     | Abdulrahman Al-Ameen          | Qatar       |
| 70    | HV     | Musab Kheder                  | Qatar       |
| 86    | TV     | Mohamed Faragalla             | Qatar       |
| 97    | TV     | Abdulla Mahdi                 | Qatar       |
| 98    | HV     | Nayef Hamid                   | Qatar       |
| 99    | TM     | Abdullla Ibrahim              | Qatar       |

### Cho mượn
| Số áo | Vị trí | Tên cầu thủ | Quốc gia |
| ----- | ------ | ----------- | -------- |